# Salmophasia sardinella
Salmophasia sardinella is een straalvinnige vissensoort uit de familie van de eigenlijke karpers (Cyprinidae). De wetenschappelijke naam van de soort is voor het eerst geldig gepubliceerd in 1844 door Valenciennes.